# Tranchée
Pour les articles homonymes, voir Tranchée (génie civil) et Tranchées (film).
 (novembre 2024).
Si vous disposez d'ouvrages ou d'articles de référence ou si vous connaissez des sites web de qualité traitant du thème abordé ici, merci de compléter l'article en donnant les références utiles à sa vérifiabilité et en les liant à la section « Notes et références ».

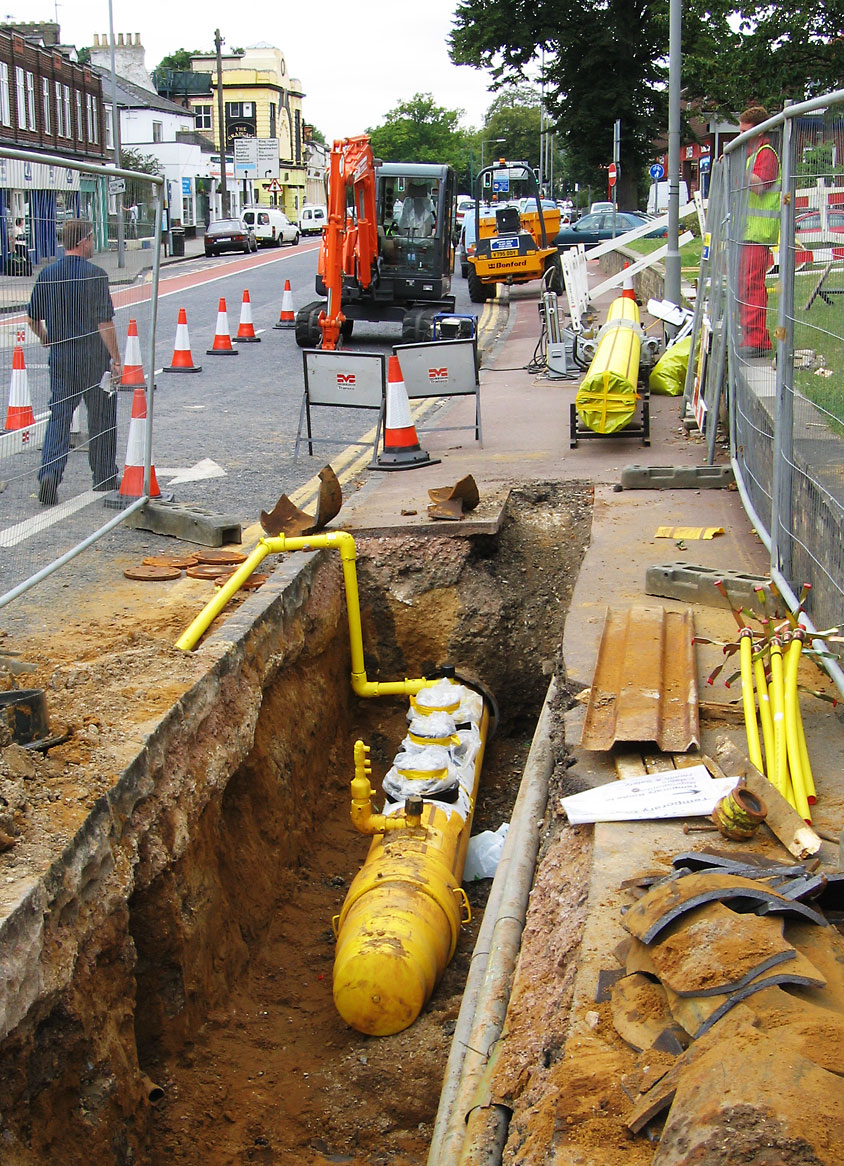
Une canalisation destinée au transport de matières gazeuses, dans une tranchée.

Une tranchée est une excavation longue et étroite pratiquée dans le sol. Par définition, la tranchée est généralement considérée comme plus profonde que large (contrairement aux fossés ou aux ravines) et comme significativement plus longue que large à l'inverse d'un trou.
Une saignée est une excavation verticale moins large et profonde que la tranchée.

## Travaux publics
Les tranchées sont réalisées pour ensevelir différents réseaux, eau potable, eaux usées, électricité, gaz, fibres optiques... Les tranchées sont réalisées par excavation à l'aide de pelles mécaniques de différentes tailles selon l'importance des travaux et le lieu où il s'agit de creuser, de tractopelle, d'excavatrices par aspirations, ou de trancheuses.

### Génie civil

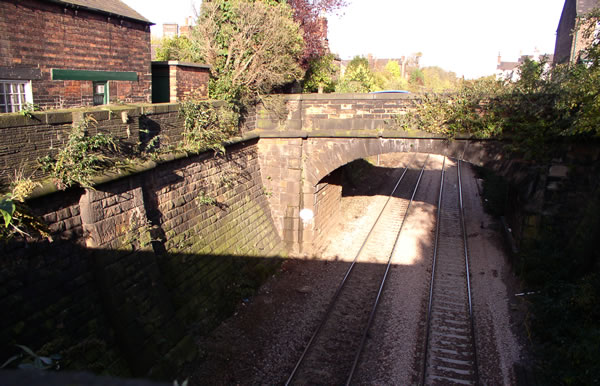
La tranchée ferroviaire de Belper en Angleterre.

Une tranchée est aussi une découpe  à travers un léger relief pour y faire passer une voie de communication, telle qu'une route, un canal ou une voie ferrée.

## À la guerre

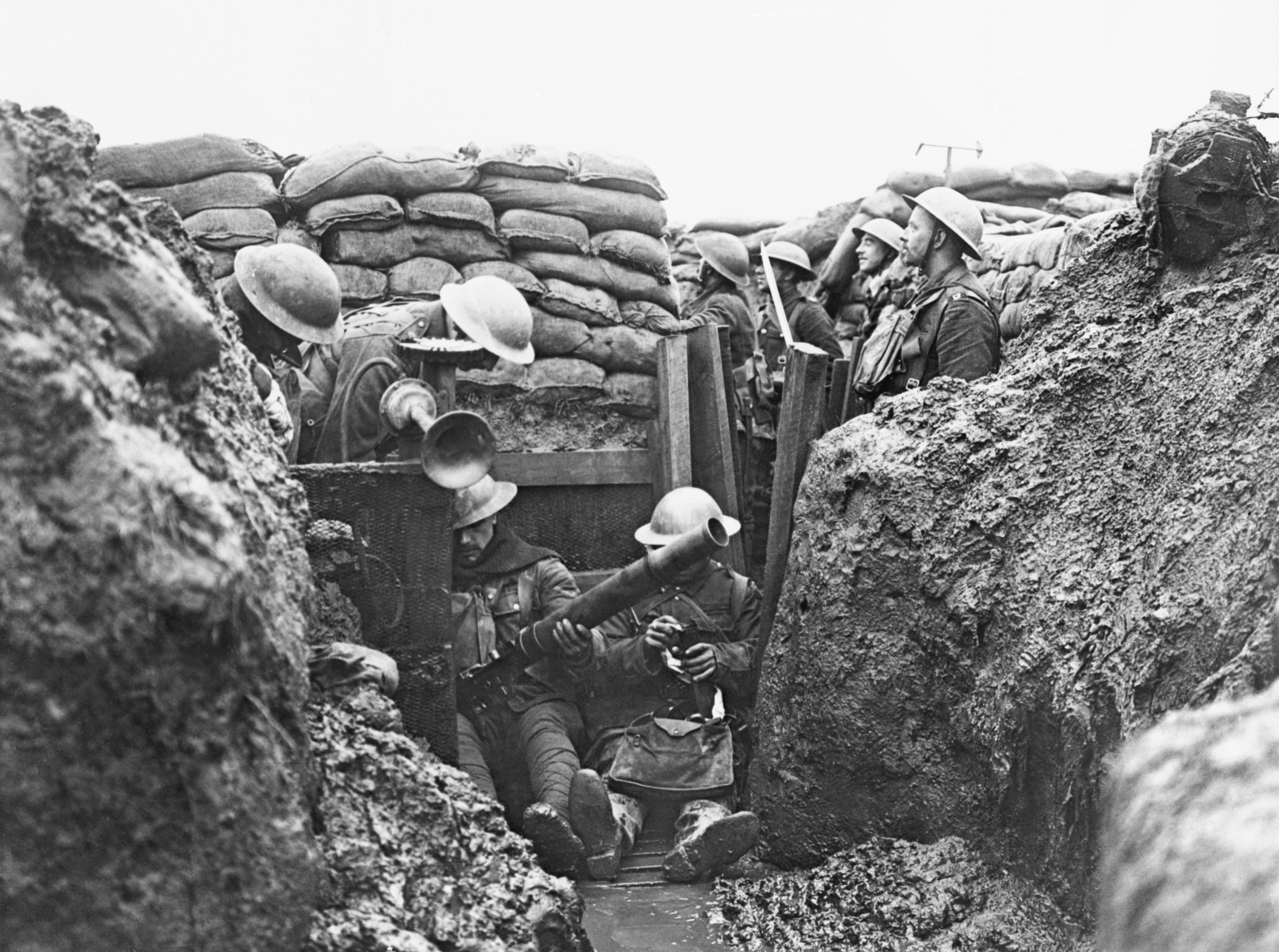
Tranchée anglaise sur le front Ouest, en 1916 durant la Première Guerre mondiale.

À la guerre, les tranchées, parfois fortifiées et consolidées par des sacs de sable, des branches et des barbelés, étaient utilisées comme lignes de défense et comme chemins de bataille. Elles ont été particulièrement utilisées lors de la Première Guerre mondiale, que certains dénomment « la guerre des tranchées ». Cette appellation fait référence à la stratégie défensive lors de la guerre de position (1915-1917). Les tranchées de guerre étaient bien souvent trop étroites, boueuses et humides ; ce manque d'hygiène, conjugué aux blessures, pouvait donner lieu à des gangrènes. Les tranchées, profondes d'en moyenne 3 mètres, étaient construites en zigzag pour éviter les tirs en enfilade. Entre les deux tranchées ennemies se trouve le no man's land, où se déroulent les combats.
Il existe trois types de tranchée :
- les tranchées de combat : les soldats lancent leurs assauts vers la tranchée ennemie, proches du no man's land. Elles sont situées en première ligne, d'où les assauts sont lancés, sont appelées « tranchées de tir » ; l'autre partie, un peu plus éloignée de la première ligne, est appelée « tranchée de doublement » et sert à s'abriter avant d'attaquer ;
- les tranchées de soutien : située en deuxième ligne, derrière les tranchées de combat ;
- les tranchées de réserve : situées à 150 voire 2 000 mètres de la première ligne, servent de zone de stockage des munitions, des provisions et du matériel mais également de lieu de repos pour les soldats.

## Archéologie
Dans le cas de fouilles archéologiques, des sondages du sol peuvent être menés en ouvrant des tranchées parallèles. Cette méthode est utilisée notamment lors des fouilles préventives.

## En sylviculture
En sylviculture, une « tranchée pare-feu permanente » (en anglais fire line) désigne une bande de territoire de laquelle on a retiré tous les arbres, broussailles et matière inflammables, de manière que le feu ne se propage pas à l'ensemble de la plantation concernée, en cas d'incendie. Les tranchées pare-feux permanentes doivent être débroussaillées régulièrement pour conserver leur efficacité.
De la même manière, lorsqu'un feu attaque une forêt ou une plantation, une tranchée pare-feu temporaire peut être utilisée comme ligne d'arrêt par les sapeurs-pompiers, pour limiter la propagation du feu.

## Biologie et médecine
En médecine, on utilise le terme de "tranchées" pour désigner les contractions utérines ayant lieu après l'accouchement et la délivrance du placenta. Elles ont pour but de redonner à l'utérus sa taille et sa forme originelles, après 9 mois de dilatation, et ce faisant, elles referment également les vaisseaux sanguins dilatées et limitent donc l'hémorragie du post-partum. Néanmoins, la plupart des femmes vont expérimenter des lochies, c'est-à-dire des pertes de sang et de caillots, puis de fluides plus clairs, qui peuvent aller du volume de règles habituel de la femme jusqu'à six semaines de pertes importantes. Des serviettes hygiéniques ou des couches pour adultes sont recommandées pour absorber ces pertes; les serviettes lavables sont possibles dès que le volume le permet; les coupes menstruelles et tampons sont déconseillés durant cette période : toute introduction d'objet dans le vagin, ainsi que les relations sexuelles, sont un risque d'infections et de lésions durant cette période de récupération. Il est généralement recommandé d'attendre un minimum de six semaines, voire plus selon la forme physique de la jeune mère.
Les premières tranchées qui permettent d'éviter une trop grande hémorragie sont, comme pour l'accouchement, favorisées par un cocktail d'hormones qui s'exprime lorsque les besoins de protection et d'intimité de la femme sont respectés. La présence d'un conjoint ou de partenaires de soutien aimants, le contact long et peau à peau avec le nouveau-né, ainsi que l'allaitement, font partie des aides à la sécrétion des hormones nécessaires pour un déroulement de qualité. Les tranchées sont d'ailleurs souvent augmentées durant l'allaitement, signe de la sécrétion accrue d'hormones, notamment l'ocytocine, "l'hormone du plaisir", à ce moment.